# Comuna Bîstrîk, Kroleveț
Bîstrîk (în ucraineană Бистрик) este o comună în raionul Kroleveț, regiunea Sumî, Ucraina, formată din satele Bezkrovne, Bîstrîk (reședința), Cervona Hirka, Kovbasîne, Maruhî, Papkîne, Prohres, Retîk, Solomașîne și Sribrovșciîna.

## Demografie
Componența lingvistică a comunei Bîstrîk
     Ucraineană (93,28%)
     Rusă (3,17%)
     Alte limbi (0,23%)
Conform recensământului din 2001, majoritatea populației comunei Bîstrîk era vorbitoare de ucraineană (93,28%), existând în minoritate și vorbitori de rusă (3,17%).